# Tetraglenes diuroides
Tetraglenes diuroides là một loài bọ cánh cứng trong họ Cerambycidae.